# Simon Vestdijk

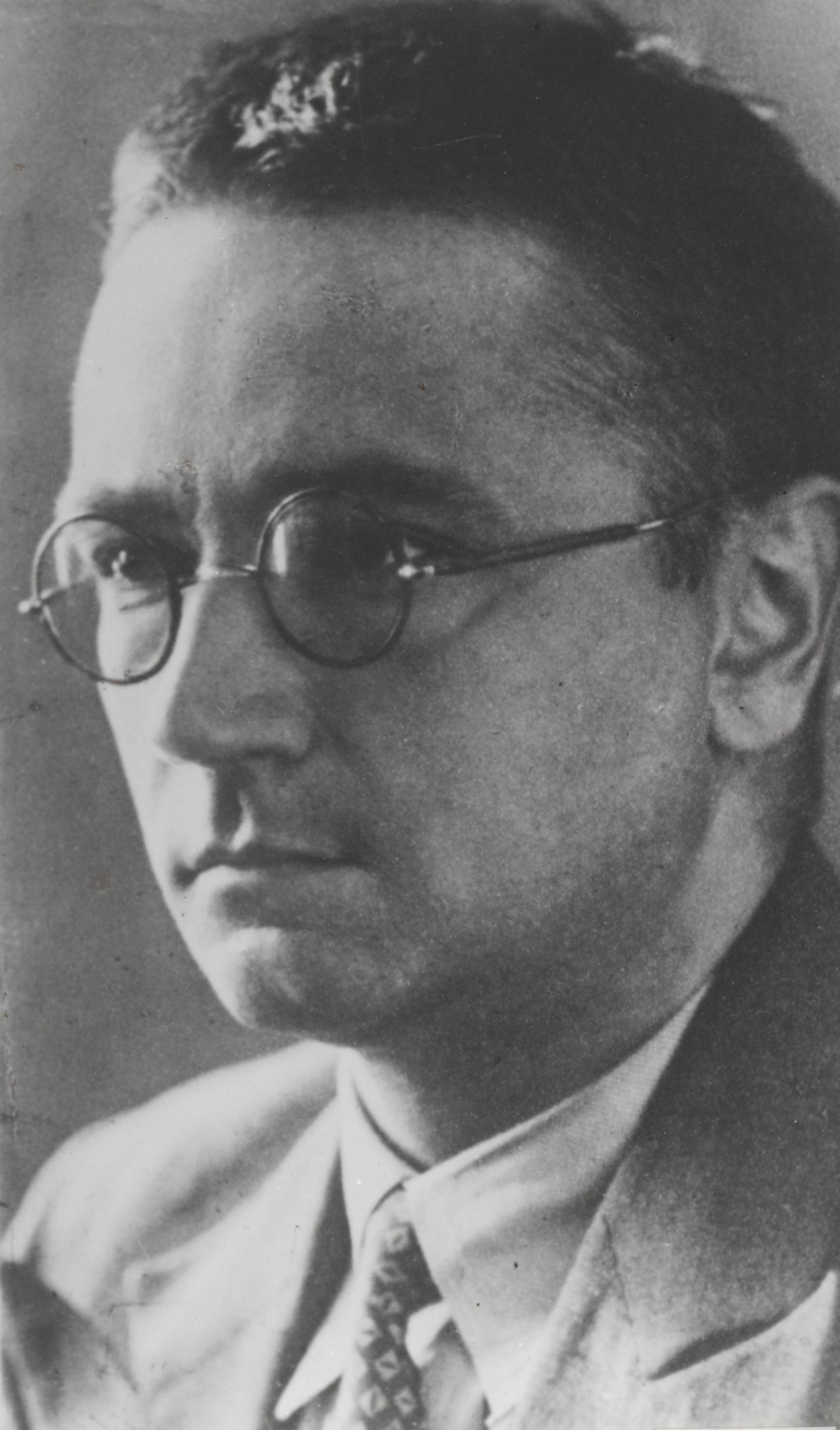
Simon Vestdijk

Simon Vestdijk (Harlingen, Países Bajos, 17 de octubre de 1898-Utrecht, 23 de marzo de 1971) fue un escritor, poeta, ensayista, traductor, crítico musical y médico neerlandés.
Vestdijk estudió medicina en Ámsterdam, pero tras unos años como médico inició su carrera de escritor y llegó a convertirse en uno de los escritores más importantes del siglo XX de los Países Bajos. Su obra se ha traducido a los principales idiomas de Europa occidental. En 1950 se le concedió el P.C. Hooftprijs (Premio P.C. Hooft), la distinción literaria más prestigiosa del ámbito lingüístico neerlandés. Vestdijk también fue candidato al Premio Nobel durante muchos años. Algunas de sus novelas también aparecieron en el cine o en la televisión.   
Durante la ocupación alemana fue rehén, junto con otros intelectuales holandeses, principalmente porque descartaron la adhesión a la Cámara de Cultura.  
Es célebre por sus novelas psicológicas (Anton Wachter, escrita entre 1934 y 1960) e históricas (El quinto sello, de 1937).
Vestdijk sufrió una grave depresión desde su temprana adolescentia. 

### Novelas
- 1933 - 1972 - Kind tussen vier vrouwen
- 1934 - 1936 - Meneer Visser's hellevaart
- 1934 - 1934 - Terug tot Ina Damman
- 1934-1935 - 1935 - Else Böhler, Duits dienstmeisje
- 1936 - 1937 - Het vijfde zegel
- 1937 - 1938 - De nadagen van Pilatus
- 1937 - 1939 - Sint Sebastiaan
- 1933/1937 - 1948 - Surrogaten voor Murk Tuinstra
- 1939 - 1941 - Aktaion onder de sterren
- 1939 - 1940 - Rumeiland
- 1940 - 1940 - De zwarte ruiter
- 1933/1941 - 1949 - De andere school
- 1942 - 1989 - De aeolusharp
- 1942 - 1946 - Ierse nachten
- 1944 - 1951 - Ivoren wachters
- 1944 - 1947 - De vuuraanbidders
- 1945 - 1948 - Pastorale 1943
- 1945 - 1947 - Puriteinen en piraten
- 1946 - 1948 - De redding van Fré Bolderhey
- 1947 - 1949 - Bevrijdingsfeest
- 1940/1948 - 1949 - De kellner en de levenden
- 1949 - 1950 - De koperen tuin (Por siempre otoño, traducción de Felipe M. Lorda Alaiz, Aguilar, 1972)
- 1950 - 1951 - De vijf roeiers
- 1950-1951 - 1951 - De dokter en het lichte meisje
- 1951 - 1952 - De verminkte Apollo
- 1952 - 1952 - Op afbetaling
- 1952 - 1953 - De schandalen
- 1956 - 1956 - Het glinsterend pantser
- 1956 - 1957 - De beker van de min
- 1957 - 1957 - Open boek
- 1957 - 1958 - De vrije vogel en zijn kooien
- 1957 - 1958 - De arme Heinrich
- 1958 - 1959 - De rimpels van Esther Ornstein
- 1958 - 1959 - De ziener
- 1958 - 1960 - De laatste kans
- 1959 - 1961 - De filosoof en de sluipmoordenaar
- 1959 - 1960 - Een moderne Antonius
- 1960 - 1962 - De held van Temesa
- 1960 - 1961 - Een alpenroman
- 1962-1963 - 1963 - Bericht uit het hiernamaals
- 1963 - 1964 - Het genadeschot
- 1963 - 1965 - Juffrouw Lot
- 1964 - 1965 - Zo de oude zongen...
- 1964 - 1966 - De onmogelijke moord
- 1965 - 1966 - Het spook en de schaduw
- 1965 - 1967 - Een huisbewaarder
- 1966 - 1967 - De leeuw en zijn huid
- 1966 - 1968 - De filmheld en het gidsmeisje
- 1967 - 1968 - De hôtelier doet niet meer mee
- 1967 - 1968 - Het schandaal der blauwbaarden
- 1968 - 1969 - Vijf vadem diep
- 1968 - 1969 - Het verboden bacchanaal
- 1969 - 1970 - Het proces van Meester Eckhardt
- 1969 - 1973 - De persconferentie

### Relatos breves
- 1917 - 1983 - Gestileerde waarnemingen
- 1917-1925 - 1982 - Zes verhalen
- 1922 - 1981 - Het dagboek van het witte bloedlichaampje
- 1922-1926 - 1981 - Negen jeugdverhalen
- 1933-1934 - 1984 - Het litteken
- 1933-1937 - 1982 - Blauwbaard en Reus
- 1935 - De dood betrapt, bundel
- 1935 - De bruine vriend, novelle
- 1938 - Narcissus op vrijersvoeten
- 1939 - De verdwenen horlogemaker
- 1958 - Fantasia en andere verhalen
- 1974 - Verzamelde verhalen

### Poesías
- 1932 - Verzen
- 1933 - Berijmd palet
- 1934 - Vrouwendienst
- 1936 - Kind van stad en land
- 1938 - Fabels met kleurkrijt
- 1940 - Klimmende legenden
- 1940 - Water in zicht
- 1941 - De vliegende Hollander
- 1941 - Simplicia
- 1942 - Het geroofde lam
- 1942 - Ascensus ad inferos
- 1943 - De terugkomst
- 1944 - De houtdiefstal
- 1944 - De doode zwanen
- 1944 - Allegretto innocente
- 1944 - De uiterste seconde
- 1946 - Mnemosyne in de bergen
- 1948 - Thanatos aan banden
- 1949 - Gestelsche liederen
- 1950 - Swordplay – wordplay
- 1955 - Een op de zeven
- 1956 - Rembrandt en de engelen
- 1957 - Merlijn
- 1971 - Verzamelde gedichten
- 1986 - Nagelaten gedichten
- 1997 - Rondgang door het jaar
- 1999 - Didactische kwatrijnen

### Ensayos
- 1937 - Kunstenaar en oorlogspsychologie
- 1938 - Rilke als barokkunstenaar
- 1939 - Lier en lancet
- 1939 - Strijd en vlucht op papier
- 1940 - Albert Verwey en de Idee
- 1942 - Muiterij tegen het etmaal
- 1945 - Het schuldprobleem bij Dostojewski
- 1945 - Brieven over literatuur
- 1946 - 1983 - Dichtkunst als magie
- 1946 - De Poolsche ruiter
- 1947 - Het eeuwige telaat
- 1947 - Muiterij tegen het etmaal
- 1947 - De toekomst der religie
- 1949 - Astrologie en wetenschap
- 1950 - De glanzende kiemcel
- 1952 - Essays in duodecimo
- 1956 - Zuiverende kroniek
- 1956 - Keerpunten
- 1957 - Kunst en droom
- 1957 - Marionettenspel met de dood
- 1960 - Voor en na de explosie
- 1961 - Gestalten tegenover mij
- 1964 - De zieke mens in de romanliteratuur
- 1965 - De leugen is onze moeder
- 1968 - Het wezen van de angst
- 1968 - Gallische facetten

### Críticas musicales
- 1951 - Het 'programma' in de muziek
- 1956 - Het eerste en het laatste
- 1957 - Keurtroepen van Euterpe
- 1958 - Het kastje van Oma
- 1960 - De dubbele weegschaal
- 1960 - Gustav Mahler
- 1960 - Muziek in blik
- 1962 - De symfonieën van Jean Sibelius
- 1963 - Hoe schrijft men over muziek?
- 1966 - De symfonieën van Anton Bruckner

## Influencias
- Franz Kafka
- James Joyce
- Fyodor Dostoyevsky
- Marcel Proust
- J. Slauerhoff
- Menno ter Braak